# Location Austria
FILM in AUSTRIA ist als die österreichische Film Commission mit der internationalen Bewerbung des Filmproduktionsstandortes Österreich betraut. Sie ist die erste Anlauf- und Informationsstelle für internationale Produktionsfirmen, wenn es um Dreharbeiten bzw. die Abwicklung von Produktionen in Österreich geht.
Die Non-Profit-Agentur mit Sitz in Wien wurde 1997 auf Initiative der österreichischen Filmwirtschaft und des Bundesministerium für Arbeit und Wirtschaft als Abteilung der Austrian Business Agency (ABA-Invest in Austria), der bundesweiten Agentur für Betriebsansiedlung und Wirtschaftswerbung, gegründet.
Gemeinsam mit den 6 regionalen österreichischen Film Commissions bildet FILM in AUSTRIA die Arbeitsgruppe Austrian Film Commissions & Funds (AFC&F).
Als Mitglied des European Film Commissions Network (EUFCN) ist FILM in AUSTRIA in ein europaweites Netzwerk von mittlerweile rund 100 Film Commissions eingebunden. Neuerdings ist die Film Commission auch Mitglied der Association of Film Commissioners International (AFCI).
Film Commissions wurden im Lauf der Jahre aufgrund ihrer gewinnbringenden Tätigkeit und ihrer wirtschaftlichen Bedeutung zu einem fixen Bestandteil der internationalen Film- und Medienwelt.
Jüngere Beispiele für die erfolgreiche Akquisition bzw. Betreuung internationaler Filmprojekte durch FILM in AUSTRIA sind der Actionfilm "Cliffhanger 2" mit Sylvester Stallone, "Fountain of Youth" von Guy Ritchie mit Natalie Portman und John Krasinski, die 2. Staffel von Hulus "Nine Perfect Strangers" mit Nicole Kidman oder HBOs "The Regime" mit Kate Winslet, Hugh Grant und Karl Markovics.
FILM in AUSTRIA und die Austria Wirtschaftsservice GmbH (aws) fungierten als Abwicklungsstellen des 2010 in Kraft getretenen Filmfördermodells FISA - Filmstandort Austria, eine Initiative des Bundesministeriums für Arbeit und Wirtschaft (BMAW) zur Förderung von Kinofilmproduktionen.
Mit 1. Januar 2023 trat das neue Fördersystem FISAplus in Kraft, die abwickelnde Stelle ist die Austria Wirtschaftsservice GmbH (aws).

## Aufgaben und Leistungen
Die Aufgaben der ABA sind im Filmstandortgesetz verankert:
- Umsetzung weiterer Maßnahmen zur Stärkung des Filmstandortes;
- Bewerbung des Filmstandortes Österreich im Ausland;
- Akquise von internationalen Film-, TV- und Streaming-Projekten;
- Betreuung, Begleitung und Unterstützung von Förderungswerbenden vor Antragstellung einer

Förderung sowie vor und während der Dreharbeiten;
- Koordination mit den regionalen Organisationen („Film Commissions“) bei der Durchführung

des jeweiligen FISA+ Projekts.
Das Serviceangebot umfasst dabei folgende Leistungen:
- Information über den Filmstandort Österreich im Allgemeinen
- Unterstützung bei der Suche nach geeigneten Motiven/Drehorten
- Information über mögliche Filmförderungen, insbesondere FISAplus - Filmstandort Austria
- Information über länderspezifische Produktionsbedingungen
- Hilfe bei arbeits- und steuerrechtlichen Fragen
- Unterstützungen bei der Suche nach österreichischen Kooperationspartner:innen bzw. Serviceproduzent:innen

## Ähnliche Organisationen
- Austrian Films – Organisation zur Promotion des österreichischen Films am internationalen Markt und auf Filmfestivals